# Bulbophyllum cyclanthum
Bulbophyllum cyclanthum är en orkidéart som beskrevs av Rudolf Schlechter. Bulbophyllum cyclanthum ingår i släktet Bulbophyllum och familjen orkidéer. Inga underarter finns listade i Catalogue of Life.